# Zdob și Zdub

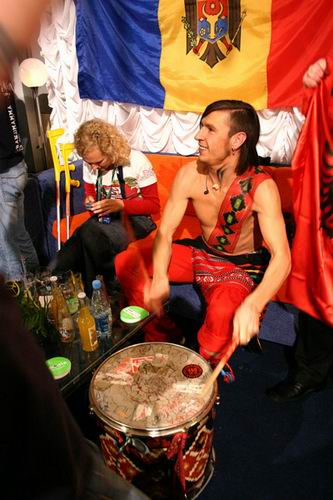
Zdob și Zdub beim Eurovision Song Contest 2005

Zdob și Zdub (kyrillische Schreibweise: Здоб ши Здуб; auch Zdob si Zdub oder Zdob shi Zdub genannt) ist eine Musikgruppe aus der Republik Moldau. Sie besteht seit 1994 und wurde durch Roman Iagupov, Mihai Gîncu und Anatol Pugaci in Strășeni, der Rajonshauptstadt des gleichnamigen Rajons, gegründet. Der Name ist eine Onomatopoesie eines Trommelschlags.
Ihre Musik ist eine Mischung aus Elementen des Rock, Punk-Rock und Hip-Hop, verbunden mit der heimatlichen Folklore. Ihre Liedtexte reichen von gesellschaftskritischen Inhalt über Geschichten des Lebens und Alltags bis hin zu humorvollen Texten.

## Geschichte
Als die Band 1994 gegründet wurde, trat sie noch in verschiedenen Formationen auf. Ihren anfänglichen Sound konnte man eher dem Hardcore Punk zuordnen, die Texte ihrer Lieder waren meistens auf Russisch. Die Gruppe spielte ihr erstes Mal auf einer Veranstaltung namens „10 Jahre nach Chernobyl“ in Chișinău. Im November 1994 nahmen sie ihr erstes Demotape auf und spielten auf dem Festival „Schwimmen Lernen 1“ in Moskau, wo sie auch zum ersten Mal unter dem Namen „Zdob și Zdub“ auftraten. Im Juli 1996 traten sie als Vorband für Rage Against the Machine auf dem Festival „Schwimmen Lernen 2“ mit den Liedern В доме моем (V dome moiom, „In meinem Haus“) auf Russisch und Hardcore Moldovenesc (Moldauer Hardcore) auf Rumänisch auf. Das Lied Hardcore Moldovenesc wurde wenig später zu einem Hit und trug maßgeblich zur Bekanntheit der Gruppe bei. Im gleichen Jahr unterschrieben Zdob și Zdub einen Vertrag mit der russischen Plattenfirma FeeLee und veröffentlichten ihr Debütalbum Hardcore Moldovenesc.
Etwa 1998 fing ihr Sound an sich zu verändern, die Lieder wurden mit Elementen der heimatlichen Folklore versehen, die Texte hauptsächlich auf Rumänisch vorgetragen. Im Mai 1999 wurde ihr zweites Album unter dem Namen Tabăra Noastră („Unser Lager“) veröffentlicht. Am 14. August 1999 spielte Zdob și Zdub auf der russischen MTV-Party, die auf dem Roten Platz in Moskau abgehalten wurde, zusammen mit russischen Bands wie Gorky Park und I.F.K sowie den US-amerikanischen Red Hot Chili Peppers. Im Oktober 2000 nahm die Gruppe eine Cover-Version des Liedes Видели ночь (Videli noch, „Wir sahen die Nacht“) der russischen Band Kino auf. Mit diesem Lied nahmen sie an dem Tribut-Album КИНОпробы (KINOproby, „KINOproben“) für den verstorbenen Poeten, Schauspieler und Frontmann der Gruppe Kino, Wiktor Zoi, teil. Das Cover wurde auf dem ganzen Gebiet der Gemeinschaft Unabhängiger Staaten zu einem Hit und hielt sich im Laufe des Jahres in vielen Ländern der GUS auf Platz eins der Charts. Es wurden etwa eine halbe Million der Tribut-Alben verkauft. Die Band hatte in dieser Zeit sehr viele Gastauftritte, infolgedessen wurde sie vom St. Petersburger Musikmagazin Fuzz als beste Liveband des Jahres 2000 in Russland ausgezeichnet. Die Band tourte ausgiebig und macht dies nach wie vor, hauptsächlich in Russland, der Ukraine, der Republik Moldau und Rumänien, aber auch in Deutschland (1998), den Niederlanden (2000) und seit kürzerem auch in Serbien, Ungarn und Italien.
Am 31. Januar 2001 trat Zdob și Zdub zusammen mit dem Musiker und Regisseur Emir Kusturica und seinem „No Smoking Orchestra“ in Moskau auf.
Am 12. Oktober 2001 wurde das Album Agroromantica, was in etwa so viel wie „Landromantik“ bedeutet, im Klub Б-2 (B-2) in Moskau der Öffentlichkeit präsentiert.
Das Video für ihren Song Bună Dimineața! („Guten Morgen!“), das inhaltlich eine ironische Heraufbeschwörung der Landromantik der stalinistischen Ära der Sowjetunion und ihrer Satelliten darstellen soll, wurde auf dem Festival Telefest in Timișoara in Rumänien als rumänischer Videoclip des Jahres (2001) ausgezeichnet. Im darauf folgenden Jahr gewann die Gruppe den äquivalenten MTV Romania Video Music Award für Țiganii și OZN („Die Zigeuner und das UFO“). Im Jahr 2003 wurde ihr Lied Everybody in the Case Mare im Vor- und Abspann des Kurzfilms Călătorie la oraș (Ein Ausflug in die Stadt) des rumänischen Regisseurs Corneliu Porumboiu abgespielt. Am 24. November desselben Jahres wurde ein neues Album namens 450 de oi (450 Schafe) veröffentlicht. Im Juli 2004 erreichte das Album 450 de oi den 12. Platz in World Music Charts Europe. Im Oktober 2004 arbeitete die Gruppe in ihrem Studio an einem neuen Album, welches dem 10-jährigen Jubiläum der Band gewidmet werden sollte. In das Album gingen die zehn, nach der Meinung von Zdob și Zdub, besten Lieder der letzten zehn Jahre sowie fünf neue Tracks ein.
Am 26. Februar 2005 gewann die Band einen nationalen Wettbewerb, der sie dazu berechtigte, Moldau an seiner ersten Teilnahme am Eurovision Song Contest mit dem Lied Bunica bate toba (kyrillisch: Буникa бaте тoбa, auch Boonika genannt; auf Deutsch: „Oma schlägt die Trommel“) in Kiew zu vertreten. Am 19. Mai erreichten sie im Halbfinale vom vierten Startplatz aus, mit 207 Punkten den zweiten Platz. In der Qualifikation für das Endfinale bezog Zdob și Zdub Startplatz 7. Am 21. Mai erreichten sie mit 148 Punkten den 6. Platz in der Finalrunde.
Am 30. September 2007 trat Zdob și Zdub in der BBC-Reisedokuserie Michael Palin’s New Europe auf. Ebenfalls 2007 tauchte ein Mashup Musikvideo mit dem Namen Black Eyed Peace [sic] ft Zdob şi Zdub – Don’t Mess with Inima Mea im Internet auf, welches einen Mix des Liedes Don’t Phunk with My Heart der Black Eyed Peas mit Elementen des Liedes DJ Vasile von Zdob și Zdub darstellte und eine gewisse Popularität erlangte. Zudem traten Zdob și Zdub 2007 als Gäste auf der Linz-Europa-Tour von Hubert von Goisern auf und sind in der zugehörigen Filmdokumentation „Goisern Goes East“ zu sehen. Aus diesem Treffen resultiert zudem die gemeinsam aufgenommene Coverversion des Goisern-Titels „Koa Hiatamadl“, die 2008 auf dem bei Lawine Records erschienenen Re-Release des „Ethnomecanica“-Albums enthalten ist. Im Jahr 2009 veröffentlichte die Gruppe das Lied На речке, на речке (Na rechke, na rechke, „Auf dem Fluss, auf dem Fluss“) für das Projekt СОЛЬ (Solj, „Salz“) auf dem russischen Radiosender Наше Радио (Nasche Radio, „Unser Radio“). СОЛЬ ist ein Projekt des Senders Наше Радио, an dem mehr oder weniger bekannte und meist jüngere Rockmusiker der GUS teilnehmen. Im Dezember 2009 nahm Zdob și Zdub den Track Телега (Telega, „Wagen“) für das Tribut-Album Машинопись (Maschinopisj, „Maschinenschreiben“) auf, gewidmet dem 40-jährigen Jubiläum der russischen Band „Maschina Wremeni“ („Zeitmaschine“).
Im Februar 2011 wurde der Band erneut das Recht zugesprochen, Moldau am Eurovision Song Contest, diesmal in Düsseldorf, mit dem Song So Lucky (So Glücklich) zu vertreten. Sie erreichten am 12. Mai im zweiten Halbfinale vom 7. Startplatz aus mit 54 Punkten Platz 10, mit welchem sie sich wieder für das Endfinale qualifizierten. Von der 15. Startposition aus erreichten sie im Finale mit 97 Punkten Platz 12.
2012 erschien das teilweise in Deutschland produzierte Album Basta Mafia!, dem eine Tour folgte. Zum 20-jährigen Jubiläum 2015 erschien ein Album mit Orchester-begleiteten Songs. 2018 veröffentlichten sie die Single Balkana Mama zusammen mit der Sängerin Loredana Groza und 2019 das neue Album Bestiarium.
Beim 66. Eurovision Song Contest im Jahr 2022 vertrat die Band erneut Moldawien, diesmal mit dem Duo Frații Advahov und dem Titel Trenulețul. Sie erreichten dort den siebten Platz.

## Diskografie

### Alben
- 1996: Hardcore Moldovenesc (Moldauer Hardcore)
- 1999: Tabăra noastră (Unser Lager)
- 1999: Zdubii bateţi tare (Zduber Jungs trommeln hart)
- 2000: Remixes
- 2001: Agroromantica (Landromantik)
- 2002: От харdкора до романтики (Vom Hardcore bis zur Romantik, Kompilation)
- 2003: 450 de oi (450 Schafe)
- 2006: Ethnomecanica (Ethnomechanik, Kompilation)
- 2010: Белое Вино/Красное вино (Weißwein/Rotwein)
- 2012: Basta Mafia!
- 2015: 20 de Veri (Kompilation)
- 2019: Bestiarium

### Singles
- 2006: Boonika bate doba (Oma schlägt die Trommel)
- 2011: So Lucky (So Glücklich)
- 2011: Running
- 2018: Balkana Mama (feat. Loredana & Ligalize)
- 2018: Omul Liliac
- 2019: India Mă Cheamă
- 2019: Lupul Solitar
- 2019: Colindul Leului
- 2020: Na Iwana Kupalu (russisch На Ивана Купалу, feat. Mascha Makarowa)
- 2020: Tschudo Lilijak (russisch Чудо Лилияк)
- 2021: Trenulețul (mit Frații Advahov)

### Beiträge für Kompilationen
- 2011: Budzma! Tuzin. Perasagruzka-2 (mit dem Song Стоп-мафія)